# Bruneck
Bruneck (em italiano Brunico) é uma comuna italiana da região do Trentino-Alto Ádige, província de Bolzano, com cerca de 13 480 habitantes. Estende-se por uma área de 45 km², tendo uma densidade populacional de 300 hab/km². Faz fronteira com Pfalzen , Gais, Marebbe, Perca, Rasun Anterselva, St. Lorenzen, Valdaora.

## Demografia
| Variação demográfica do município entre 1861 e 2011                               |
|                                                                                   |
| Fonte: Istituto Nazionale di Statistica (ISTAT) - Elaboração gráfica da Wikipedia |